# Vert Janus B
Le vert Janus B est une quinone-imide du groupe des azines utilisé comme colorant basique vital ou post-vital en histologie,  pour mettre en évidence les organites intracellulaires appelés mitochondries. Ces structures apparaissent alors en bleu vif, l'oxygène oxydant le colorant pour lui donner cette couleur.
Il est parfois couplé à la coloration de Ziehl-Neelsen.